# Heitor (ur. 2000)
Heitor Marinho dos Santos (ur. 27 kwietnia 2000 w Araçatubie) – brazylijski piłkarz występujący na pozycji środkowego obrońcy, od 2024 roku zawodnik węgierskiego Győri ETO.